# League of Legends World Championship
El League of Legends World Championship (en català: Campionat Mundial de League of Legends), també conegut com a Worlds, és el torneig anual d'elit de League of Legends organitzat per Riot Games que suposa la culminació de la temporada competitiva. El primer campió va ser Fnatic, representants de la regió europea l'any 2011.

## Format

### Fase de grups
El campionat consta d'una fase de grups, en la qual s'enfronten els quatre equips de cada grup entre si dues vegades, avançant els dos millors de cada grup a la ronda eliminatòria. Actualment, s'utilitzen 4 grups amb quatre participants cadascun. A partir de 2015, el sorteig que determina la ubicació dels participants es realitza en viu, unes setmanes abans del campionat. Els equips coreans Samsung White i SK Telecom T1 van superar, en 2014 i 2015 respectivament aquesta fase sense sofrir derrotes.

### Fase Eliminatòria
Els millors dos equips de cada grup avancen a aquesta fase. En l'actualitat, es conformen una clau amb eliminació simple; jugant-se quarts de final, semifinals, i una final. Després de la finalització de la fase de grups, es realitza un sorteig en viu per determinar els enfrontaments.
Les partides són al millor de cinc, i es permet substituir jugadors entre jocs. No es juga un partit per decidir el tercer o cambra posada.

## Campionats
| Temporada          | Seus                                               | Campió                                                      | Resultat | Finalista                                                | MVP de la final | Número d'equips |
| ------------------ | -------------------------------------------------- | ----------------------------------------------------------- | -------- | -------------------------------------------------------- | --------------- | --------------- |
| Temporada 1 (2011) | Jönköping                                          | Fnatic xPeke Cyanide Shushei LaMiaZeaLoT Mellisan           | 2–1      | against All authority sOAZ Linak MoMa YellOwStaR Kujaa   | Shushei         | 8               |
| Temporada 2 (2012) | Los Angeles                                        | Taipei Assassins Stanley Lilballz Toyz bebe MiSTakE         | 3–1      | Azubu Frost Shy CloudTemplar RapidStar Woong MadLife     | no entregat     | 12              |
| Temporada 3 (2013) | Los Angeles, Culver City                           | SK Telecom T1 Impact Bengi Faker Piglet PoohManDu           | 3–0      | Royal Club GoDlike Lucky Wh1t3zZ Uzi Tabe                | no entregat     | 14              |
| 2014               | Seul, Busan, Singapur, Taipei                      | Samsung White Looper DanDy PawN imp Mata                    | 3–1      | Star Horn Royal Club cola inSec corn Uzi Zero            | Mata            | 16              |
| 2015               | Berlín, Brussel·les, Londres, París                | SK Telecom T1 MaRin Bengi Faker / Easyhoon Bang Wolf        | 3–1      | KOO Tigers Smeb Hojin Kuro PraY GorillA                  | MaRin           | 16              |
| 2016               | Los Angeles, Nova York, Chicago, San Francisco     | SK Telecom T1 Duke Bengi / Blank Faker Bang Wolf            | 3–2      | Samsung White CuVee Ambition Crown Ruler CoreJJ / Wraith | Faker           | 16              |
| 2017               | Pequín, Xangai, Canton, Wuhan                      | Samsung Galaxy CuVee Ambition / Haru Crown Ruler CoreJJ     | 3–0      | SK Telecom T1 Huni Peanut / Blank Faker Bang Wolf        | Ruler           | 24              |
| 2018               | Incheon, Gwangju, Busan, Seul                      | Invictus Gaming Duke / TheShy Ning Rookie JackeyLove Baolan | 3–0      | Fnatic sOAZ / Bwipo Broxah Caps Rekkles Hylissang        | Ning            | 24              |
| 2019               | París, Madrid, Berlín                              | FunPlus Phoenix GimGoon Tian Doinb Lwx Crisp                | 3–0      | G2 Esports Wunder Jankos Caps Perkz Mikyx                | Tian            | 24              |
| 2020               | Xangai                                             | Damwon Gaming Nuguri Canyon Showmaker Ghost BeryL           | 3–1      | Suning Gaming Bin SofM Angel huanfeng SwordArt           | Canyon          | 22              |
| 2021               | Reykjavik                                          | Edward Gaming Flandre JieJie Scout Viper Meiko              | 3–2      | DWG KIA Khan Canyon Showmaker Ghost BeryL                | Scout           | 22              |
| 2022               | San Francisco, Atlanta, Nova York, Ciutat de Mèxic | DRX Kingen Pyosik / Juhan Zeka Deft BeryL                   | 3–2      | T1 Zeus Oner Faker Gumayusi Keria                        | Kingen          | 24              |
| 2023               | Seul, Busan                                        | T1 Zeus Oner Faker Gumayusi Keria                           | 3–0      | Weibo Gaming TheShy Weiwei Xiaohu Light Crisp            | Zeus            | 22              |
| 2024               | Londres, París, Berlín                             | T1 Zeus Oner Faker Gumayusi Keria                           | 3–2      | Bilibili Gaming Bin XUN / Wei Knight Elk ON              | Faker           | 20              |

Font: 